# Альбицький Володимир Олександрович
Володимир Олександрович Альбицький (16 червня 1891 — 15 червня 1952) — радянський астроном, який більшу частину своєї кар'єри працював у Сімеїзькому відділенні Пулковської обсерваторії (нині Кримська астрофізична обсерваторія), а від 1934 року завідував цим відділенням. Відомий дослідженнями променевих швидкостей зір і відкриттям 9 астероїдів.

## Біографія
Народився або 16 червня 1891 року в Кишиневі Бессарабскої губернії Російської імперії в родині священика. 1916 року закінчив Московський університет за відділенням астрономії і був залишений при ньому для підготовки до професорського звання.
У 1915—1922 роках працював в Одеській обсерваторії під керівництвом Олександра Орлова. Від 1922 року працював у Сімеїзькому відділенні Пулковської обсерваторії, а від 1934 року завідував цим відділенням.
В роки Німецько-радянської війни разом із Сімеїзькою обсерваторією був евакуйований до Абастуманської астрофізичної обсерваторії. 1951 року захистив докторську дисертацію. Помер у Сімеїзі 15 червня 1952 року.

## Наукові результати
Основні наукові роботи присвячені дослідженню променевих швидкостей зір. Спільно з Григорієм Шайном склав високоточний каталог променевих швидкостей близько 800 зір. Відкрив зорю HD 161817, що має одну з найбільших променевих швидкостей в Галактиці, — 360 км/с. Відкрив декілька десятків спектрально-подвійних зір і визначив їхні орбіти. Виявив 9 нових малих планет, зокрема астероїди 1002 Ольберсія, 1059 Муссоргскія, 1283 Комсомолія. У 1927—1929 роках досліджував змінні зорі. Автор ряду розділів «Курсу астрофізики і зоряної астрономії» (1951).

## Пам'ять
- На честь науковця названо астероїд 1783 Альбицький[4], відкритий Григорієм Неуйміним 24 березня 1935 року в Сімеїзькій обсерваторії[3].

## Основні праці
- Каталог лучевых скоростей 343 звезд // Труды Главной астрономической обсерватории в Пулкове. Сер. 2. 1933. Т. 43 (співавтор)
- Спектральная классификация // Курс астрофизики и звездной астрономии. Т. 1. Москва; Ленинград, 1951.